# 西日本スポーツ
西日本スポーツ（にしにっぽんスポーツ）は、西日本新聞社から発行されていたスポーツ新聞。略称は西スポ。2023年3月31日付で休刊し、インターネットサイト上のデジタル版『西スポWEB OTTO!（オット!）』へ移行した。

## 概要

### 創刊
1955年（昭和30年）2月21日、九州で初のスポーツ新聞として創刊。九州各県（主に北部九州地方）のスポーツ（主に福岡ソフトバンクホークス、アビスパ福岡、大分トリニータ、サガン鳥栖、ロアッソ熊本、ギラヴァンツ北九州、V・ファーレン長崎）の情報に力を入れている。フクニチ新聞が発行していたフクニチスポーツが廃刊されるまでは、福岡県内で西スポ・フクスポで熾烈な読者獲得争いが繰り広げた。

### 紙面
福岡ソフトバンクホークスは、他に大きな出来事があっても1面に掲載するほどに傾注し、2006年から「1面から3面まで…まるごとホークス!!」として、従来よりもさらにホークス情報に力を注いでいる。過去にキャッチフレーズとして「野球はホークス、新聞は西日本!」があった。2023年3月の紙版休刊までは一面の「西日本スポーツ」題字の発行所住所の下に「ホークス情報満載!」と表記されていた。

創刊当時は主に、福岡を本拠地とした西鉄ライオンズを記事にしていた名残から、後継球団の埼玉西武ライオンズの取材にも力を入れており、同社ホームページにはホークスと並んでライオンズに関するコーナーも設けられている。なお、1949年に西日本新聞社が創設した西日本パイレーツは、1950年に西日本鉄道が創設した西鉄クリッパースと合併して消滅し、ライオンズが誕生したという経緯がある。
中央競馬面は中日スポーツからの記事・予想提供で編集。ホークス以外のプロ野球面、北部九州地区以外の一般スポーツ面は西日本新聞社と同じブロック紙3社連合に加盟する中日新聞社が発行する東京中日スポーツから記事・紙面を提供されている。2015年6月までは芸能・社会面も同様であったが、7月から神戸新聞社が発行するデイリースポーツからの記事・紙面へと変更された。中央競馬面は2013年4月1日付まではサンケイスポーツ（大阪本社版）が製作していた（それぞれの記事の字体がサンスポやトーチュウと同じであるところから判断できる）。
松本零士の漫画『新竹取物語 1000年女王』を産経新聞と同時連載していた。連載当時、産経新聞が九州地区では発行されていなかった。松本は福岡県出身である。
創刊当初は在京のスポーツ紙のようにアダルト面もあったが、後に廃止されている。
西スポは中日スポーツ、東京中日スポーツ、デイリースポーツの3紙との共同連載企画や、4紙共同の読者プレゼント企画「アタック4」を実施するなど、ブロック紙・地方紙系スポーツ紙との連携を強めていた。

### 発刊の経緯と功績
プロ野球西日本パイレーツの経営問題で、読売新聞社（現：読売新聞グループ本社・読売新聞東京本社）社主正力松太郎と讀賣巨人軍首脳に煮え湯を呑まされた西日本新聞社は、当時神戸新聞社と提携してデイリースポーツを売っていたが、他のスポーツ新聞を売るくらいなら、ライオンズを中心に据えた新聞を作って売ればいいんじゃないか、という考えから、試合の主催及び広告、宣伝面でライオンズを支えるため、新しいスポーツ新聞の発行を計画した。当時はテレビも普及していない時代であり、球場で野球を観戦するとも限らなかった。多くの人にとってライオンズの情報は新聞や民放ラジオなど限られた情報手段に頼っていたことから、西日本スポーツの発行で九州全域にファンを増やし、同時に読者を獲得していきたい狙いがあった。

野球ファンが多い広島、四国、名古屋などに比して、九州は野球に対して冷めた土地柄であった。春夏の甲子園大会に象徴される戦前の中等学校野球大会、戦後の選抜、夏選手権で全国制覇を狙える強いチームが少なく、野球ファンの熱気がそのままプロ野球人気にならなかった。西日本スポーツは、ライオンズファンを獲得することで九州へプロ野球人気をもたらした。折から西鉄ライオンズは絶対的エースピッチャー稲尾和久と主砲中西太らを擁して本紙創刊前年にパ・リーグ初優勝、翌年からは宿敵巨人を相手に日本シリーズ3連覇を達成。「野武士軍団」「流線型打線」ブームは最高潮に達し、西スポの販売部数も飛躍的に伸びた。
黒い霧事件の影響で西日本鉄道がライオンズの経営から撤退、後継企業福岡野球（太平洋クラブ→クラウンライターライオンズ）も国土計画（現：西武ホールディングス・西武リアルティソリューションズ・西武グループ）に買収され福岡県は地元のプロ野球チームを失う。ライオンズの埼玉移転の際には、「一日も早い地元球団復活」「他球団の福岡誘致」を求める市民運動が沸き起こり、西スポはその模様を克明に報じた。

### 電子媒体化へ
2022年（令和4年）夏、西日本新聞社社長柴田建哉はブロック紙3社連合を構成する北海道新聞社が『道新スポーツ』の紙版発行を取りやめる方針を固めたことを察知した。
西日本新聞社では、既に一般紙の西日本新聞において、『統合編集』の名の下に紙版と電子媒体の編集を一体化していた。そこで、紙版の発行部数が減少していた西スポについては2023年3月31日付限りで紙版の発行を取りやめ、電子媒体に完全移行させることを決定。2022年9月6日付本紙および西日本新聞朝刊掲載の社告にて発表した。

その後、北海道新聞社も道新スポーツの紙版発行を本紙よりも早い2022年11月30日付で取りやめ、電子媒体『DOSHIN SPORTS』に移行すると発表した。

## コラム「斜光線」
かつて1面に三行風刺コラム「斜光線」があって人気を博していたが、球団や選手を中傷することもたびたびあり、読者から抗議の電話が寄せられることも少なくなかった。2001年4月25日付けのコラムで阪神タイガースの野村克也監督と日本ハムファイターズの大島康徳監督を中傷する記事を掲載して、両球団から抗議があり、2001年4月29日限りで打ち切りになった。

## 投書コーナー「FAXプラザ」
1990年頃にスポーツ新聞では初となる投書欄「FAXプラザ」が設けられた。投稿者のほとんどは、ラジオ番組のハガキ職人で構成されていた。現在ではエフエム滋賀やエフエム石川で放送作家として活躍している投稿者もいた。画期的なコーナーだったが、憂さ晴らしで投書する読者が少なくなかったことと、投稿者の住所を詳しく載せていた（例えば「福岡県」や「別府市」などの表記でなく、「滋賀県大津市西ノ庄」と地名まで掲載されていた）ことで、投稿者の家に不幸の手紙が舞い込んでいたこと、デスクが投書欄の縮小を図ったことに加え、1998年に発覚した福岡ダイエーホークスのスパイ行為で、正常な状態を維持することができなくなり、自然消滅した。

## レース欄について
- 競艇欄は福岡競艇は1ページ分、芦屋競艇場、若松競艇場、唐津競艇場、大村競艇場、下関競艇が2分の1サイズ、徳山競艇場は4分の1サイズとなっている。ビッグレースの時はどの競艇場を問わずサイズが拡大される。レース結果は6着までの着順を載せている。
- 補足として九州地区のスポーツ新聞の競艇欄は全国の競艇場の成績を掲載している。ただし、3着までの成績である。
- 競輪欄は小倉競輪場、久留米競輪場、武雄競輪場、佐世保競輪場、熊本競輪場、別府競輪場が2分の1サイズ、防府競輪場は4分の1サイズとなっている。GIレースとKEIRINグランプリの場合は拡大される。
- 地方競馬は佐賀競馬場、オートレースは山陽オートレース場と飯塚オートレース場とも4分の1サイズとなっている。

## 物議となった報道
2023年10月17日、西日本スポーツは前日（同月16日）に行われたパシフィック・リーグクライマックスシリーズファーストステージ第3戦（千葉ロッテマリーンズ対福岡ソフトバンクホークス戦）において、福岡ソフトバンクの投手で9回表を無失点に抑えたロベルト・オスナが同球団から要請されていた回跨ぎでの続投を拒否したと報じた。同試合を巡って、福岡ソフトバンクは延長10回表にて3点を勝ち越したが、その裏で起用されたオスナとは別のリリーフ投手が打たれて逆転サヨナラ負けを喫すこととなり、同球団はクライマックスシリーズ敗退となった。このため、福岡ソフトバンクの采配について、識者や野球ファンの間で議論を呼んでいた。しかし、オスナはX（旧・Twitter）での投稿やFull-Countによる独占インタビューにおいて、この報道について否定したほか、投手コーチも務めている斉藤和巳も「投手の交代はベンチの判断によるもの」とのコメントを述べる事態になった。

## 野球評論家
- 藤原満（1998年 - ）KBCテレビ・KBCラジオ解説者兼
- 池田親興（2004年 - ）フジテレビ・テレビ西日本・スポーツライブ+解説者兼
- 秋山幸二（2003年 - 2004年、2015年 - ）※2016年からは随時担当。RKBテレビ・RKBラジオ・TBSテレビ(ゲスト)解説者兼
- 西村龍次（2008年 - ）KBCテレビ・KBCラジオ解説者兼
- 柴原洋（2012年 - ）TVQ九州放送・スポーツライブ+解説者兼

## 沿革
- 1955年2月21日 創刊。
- 1989年4月1日 紙面を九州のスポーツ紙では初めてカラー化。
- 2009年3月31日 西日本新聞と共に山口県（一部除く）に於いての販売を終了。
- 2013年4月1日 中央競馬面が、これまでのサンケイスポーツ（大阪本社版）の制作記事から中日スポーツの制作記事に切り替わる。
- 2015年7月1日 芸能・社会面が、これまでの東京中日スポーツの制作記事からデイリースポーツの制作記事に切り替わる。
- 2018年3月31日 西日本新聞と共に宮崎県、鹿児島県に於いての販売を終了[13]。
- 2022年9月6日 西日本スポーツは翌年（2023年）3月31日をもって紙面発行を休止し、Webサイトを主体とする報道媒体に移行することを発表[1][14]。
- 2023年3月31日 休刊。

## 番組表

### 地上波
ハーフサイズ
- NHK総合、TNC、テレQ、RKB、KBC、FBS、サガテレビ

1/4サイズ
- NHK Eテレ、KTN、NBC、NCC、NIB、TKU、RKK、KKT、KAB、TOS、OBS、OAB

### 衛星放送
1/4サイズ
- NHK BS1、NHK BSプレミアム、BS日テレ、BS朝日、BS-TBS、BSテレ東、BSフジ、WOWOWプライム、J SPORTS1・2・3

## 関係紙
- 東京中日スポーツ
- 中日スポーツ
- デイリースポーツ

## 発売地域
- 福岡県、佐賀県、熊本県、大分県の各全域
- 長崎県の各一部（離島・県境地域の一部を除く）
  - 過去には山口県でもJRの駅を中心に各地で販売されていたが、2009年3月31日付をもって西日本新聞と共に山口県内においての販売を終了した。
  - また、宮崎県・鹿児島県でもJRの駅を中心に各地で販売されていたが、2018年3月31日付をもって西日本新聞と共に両県での販売を終了した。